# Square Henri-Delormel
Le square Henri-Delormel est une voie du 14e arrondissement de Paris, en France.

## Situation et accès
Le square Henri-Delormel est une voie située dans le 14e arrondissement de Paris. Il débute au 5, rue Ernest-Cresson et se termine en impasse.

## Origine du nom
Ce square porte le nom de l'architecte Henri Delormel qui a construit les immeubles qui le bordent.

## Historique
Après avoir fait l'objet d'un contrat de cour commune en 1929, le square est finalement ouvert en 1930 sous sa dénomination. 